# ARB COVERS
『ARB COVERS』（エーアールビー カヴァーズ）は日本のロックバンド、ARBのトリビュート・アルバム。1998年3月21日にユニバーサルビクター（現・ユニバーサルミュージック）よりリリースされた。

## 収録曲
1. 魂こがして / SMILE
3rd Single。ベスト盤などに収録。
2. ラ・ラの女 / BAR
2nd『BAD NEWS』収録。
「BAR」のメンバーは、奥田民生、森純太、岡本雅彦、鈴木"MOH"友行
3. YELLOW BLOOD / コールタール
7th『YELLOW BLOOD』収録。
4. ウイスキー・マン / PUGS
3rd『BOYS&GIRLS』収録。
「PUGS」のメンバーはHoney☆K、ホッピー神山、ジョー・ヤブキ、スティーヴ エトウ、吉田光、高橋和久
5. さらば相棒 / 大槻ケンヂ
4th『指を鳴らせ!/Snap Your Fingers』収録。
6. Tokyo Ctiyは風だらけ / LA-PPISCH
2nd『BAD NEWS』収録。
7. エデンで1・2 /ザ・ドラマーズ with 宮田和弥
3rd『BOYS&GIRLS』収録。
「ザ・ドラマーズ」のメンバーは、新井田耕造、高橋まこと、梶原徹也、小林雅之、富田京子、市川勝也
8. ダディーズ・シューズ / DIAMOND☆YUKAI with ゴスペラーズ
3rd『BOYS&GIRLS』収録。
参加メンバーは、ゴスペラーズ、DIAMOND☆YUKAI、難波弘之、向山テツ、根岸孝旨
9. 黒い予感（BAD NEWS） / ZAZI
2nd『BAD NEWS』収録。
「ZAZI」のメンバーは、仲野茂、藤沼伸一。